# Saga
 For alternative betydninger, se Saga (flertydig). (Se også artikler, som begynder med Saga)
Saga er betegnelsen for en gruppe norrøne prosatekster fra middelalderen. De kaldes de islandske sagaer, da langt størstedelen stammer fra Island. Sagaerne er for det meste skrevet af anonyme fra slutningen af 1100-tallet til 1400-tallet, dvs. op til flere hundrede år efter den periode, sagaerne foregår. Ordet saga kommer af det norrøne ”segja”, at sige, og betyder ”det sagte” eller ”det fortalte”, og er først senere brugt om gruppen af tekster. Sagaerne inddeles traditionelt efter emne: kongesagaer, bispesagaer, islændingesagaer, oldtidssagaer, samtidssagaer og riddersagaer. Den mest kendte gruppe er islændingesagaerne, der fortæller om bemærkelsesværdige islændinge i sagatiden.

## Baggrund
De fleste af sagaerne foregår omkring år 1000, hvor kristendommen gradvist erstattede troen på de nordiske guder i de nordiske lande. Perioden var også kendetegnet af, at stormændenes herredømme blev overtaget af kongemagten, og at de deraf følgende konflikter ledte til bebyggelsen af Island (landnammet). De ældste sagaer handler ofte om slægtsfejder og retlige opgør blandt norske og islandske stormænd, mens de senere sagaer er mere eventyrlige og fortæller om sagnskikkelser, fiktive personer og overnaturlige væsener som trolde og drager.
Forfatterne, fortællerne eller skriverne kendes sjældent. Dog kendes enkelte sagaskrivere som Snorre Sturlason og hans brorsøn Sturla Tordsson.
Sagaerne er for størstedelens vedkommende nedskrevet første gang 1200 til 1350. Sagaerne er overleveret i håndskrifter, hvoraf alle er kopier eller kopier af kopier. Kun få fragmenter med sagamateriale er overleveret fra 1200-tallet, mens resten af håndskrifterne er fra 1300-tallet og senere. Netop fordi originalerne er gået tabt, er det vanskeligt at datere sagaerne. Da der ydermere kan være foretaget ændringer i teksterne undervejs i overleveringsforløbet, er det umuligt at vide, hvordan en saga var oprindeligt. De forskelligartede overleveringer bevirker, at der kan være bevaret forskellige versioner af samme saga.

## Sagastil
Sagaerne er kendt for deres kortfattede stil, hvor kun det mest nødvendige fortælles. Sagaernes fortællestil er meget ensartet, selv om de er skrevet af forskellige forfattere, hvilket vidner om et fælles stilideal og en høj grad af formmæssig bevidsthed. Sagafortællerens rolle er nøgtern, og fortælleren er aldrig navngiven eller personligt involveret i historien. Fortælleren betragter altid sagaens hændelser og personer udefra, således at personernes tanker og følelser kun kendes, hvis de udtrykkes direkte. Ovenstående træk er karakteristisk for faglitteratur og giver derfor sagaerne et præg af autenticitet, støttet af de mange oplysninger om geografi og slægtsforhold, som de også ofte giver. Herved styrkes forestillingen om, at sagaerne beretter virkelige historier fra fortiden, selv om det oftest ikke er tilfældet.

## Sagaerne

### Islændingesagaer
Islændingesagaerne handler om islændinge i årene fra altingets grundlæggelse og til cirka 1030, den såkaldte sagatid. Gruppen kaldes også slægtssagaer, da det ofte er en slægt, som er i fokus. Der er også sagaer om en enkelt person, f.eks. Gisles saga. Islændingesagaernes tematiske fokus er som regel æreskrænkende handlinger og den hævn, der følger. En del af islændingesagaernes hovedpersoner kan findes i de historiske fortegnelser Íslendingabók og Landnámabók, som nævner de slægter, der rejste til Island i landnamstiden. Personerne kan derfor formodes at have eksisteret, om end det ikke vides, om historierne om dem er sande.
Islændingesagaerne er skrevet 1200-1350, og der er i alt 40 sagaer og 49 totter (kortere fortællinger) overleveret. Til denne gruppe hører de mest kendte islandske sagaer som Njals saga og Ravnkels saga
Følgende hører til gruppen af islændingesagaer:
- Sagaen om slaget på heden (1200)
- Erik den Rødes saga (1200-1230)
- Dropløgssønnernes saga (1200-1240)
- Sagaen om Bjørn, helten fra Hiddal (1215-1230)
- Egils saga (1220-1230)
- Halfreds saga (1220)
- Kormaks saga (1220)
- Sagaen om Ljot fra Voldene (1220-1240)
- Våbenfjordingernes saga (1225-1250)
- Sagaen om folkene fra Lysevand (1230-1250)
- Sagaen om Torsten Side-Halssøn (1250)
- Ølhættes saga (1250)
- Røgdølernes og Dræber-Skudes saga (1250)
- Grønlændingenes saga (1250-1230 eller 1300)
- Fostbrødrenes saga (1200 eller 1300)
- Ørboernes saga (1220-1265)
- Laksdølernes saga (1230-1260)
- Gisles saga (1250)
- Forbundsfællernes saga (1250)
- Hønse-Tores saga (1250-1270)
- Gunløgs saga (1270-1280)
- Vandsdølernes saga (1270-1280)
- Dræber-Glums saga (1270-1280)
- Thorsten Hvides saga (1275-1300)
- Njals saga (1280)
- Ravnkels saga (1300)
- Flomændenes saga (1290-1330)
- Finbue den stærkes saga (1300-1350)
- Guld-Tores saga (1300-1350)
- Sagaen om Håvard Isefjording (1300-1350)
- Sagaen om Hård og mændene på Holm (1300-1400)
- Kølnæssingernesn saga (1310-1320)
- Sagaen om Den snu Ræv (1325-1375)
- Sagaen om Tord Trætte (1350)
- Sagaen om Bård Snefjeldsas (1350-1380)
- Svarvadsdølernes saga (1350-1400)
- Viglunds saga (1400)
- Sagaen om Gunnar Kildegnubsfjols (1400-1500)
- Flodsdølernes saga (1300-1400 eller 1500-1550)
- Grettes saga (1310-1320 eller 1400)

### Oldtidssagaer
Oldtidssagaerne, også kaldet fornaldersagaerne, handler om nordiske helte og sagnfigurer og udspiller sig før landnammet på Island. Gruppen består af 29 sagaer og syv totter (kortere fortællinger). De ældste oldtidssagaer er skrevet i slutningen af 1100-tallet, men der blev fortsat skrevet og omskrevet oldtidssagaer gennem hele middelalderen. Oldtidssagaerne afgrænses fra de øvrige sagaer af tid og sted; de foregår i vikingetiden og før det islandske landnam, og dermed udspiller handlingen sig andre steder end Island.
Oldtidssagaernes hovedpersoner er vikingehelte, der ofte har forbindelse til magtfulde konger. Heltene rejser rundt i hele verden i jagten efter skatte og giftermål. På vejen møder de overnaturlige elementer som trolde, glemselsdrikke, drager og forheksede våben. Oldtidssagaerne er den sagagruppe, hvor de nordiske guder oftest optræder.
Selvom oldtidssagaerne foregår i førkristen tid, er de præget af højmiddelalderlig skrivestil og høviske idealer, og er dermed stærkt præget af den tid, de er skrevet i. De fleste af sagaerne er prosimetriske, og består altså af både prosa og digte (oftest eddadigte), ofte i verseformen fornyrðislag. En del af oldtidssagaerne er formentlig blevet anset for historiske kilder fra deres tilblivelse og helt frem til 1700-tallet. I nyere forskning er er enighed om at oldtidssagaerne ikke er historiske kilder, om end der ikke kan udelukkes at være et historisk udgangspunkt for nogle af sagaerne. Dog må især de yngre sagaer anses som ren fiktion.
Oldtidssagaerne kan inddeles i tre grupper efter indhold: Den ældste gruppe er heltesagaerne, hvis afslutning ofte er heltens tragiske død. I modsætning hertil har de to andre grupper, eventyrsagaerne og vikingesagaerne, en mere munter tone, og de har som regel en lykkelig slutning.
Heltesagaer:
- Vølsungernes saga (c 1260-70)
- Ragnar Lodbrogs saga (c1250)
- Sagaen om Hervør og Hejdrek (c1250)
- Rolf Krakes saga (c1400)
- Den yngre redaktion af Skjoldungernes saga (c1250)
- Sagaen om Half og hans kæmper (c1220-80)
- Pile-Ods saga (c1250-1300)
- Asmund Kæmpedræbers saga (c1300)
- Om Fornjot og hans slægt (c1200)
- Om Opplands konger (c1300)

Eventyr- og vikingesagaer:
- Gøtreks saga (1200-tallet)
- Rolf Gøtrekssøns saga (c1275-1300)
- Torsten Vikingssøns saga (c1300)
- Fridtjof den Modiges saga (c1275-1325)
- Ketil Høngs saga (1300-tal)
- Grim Loddenkinds saga (1300-tal)
- Ån buespænders saga (1400-tallet)
- Sagaen om Sturløg den Stræbsomme (c1300)
- Ganger-Rolfs saga (c1300-1325)
- Romund Gripssøns saga (1600-tallet)
- Halfdan Ejstenssøns saga (c1300-1325)
- Sagaen om Bose og Herrød (1300-tallet)
- Sagaen om Den Enarmede Egil og Asmund Bersærkdræber (1300-tallet)
- Sagaen om Illuge, Grids fostersøn (1400-tallet)
- Sagaen om Halfdan Branas fostersøn (c1300)
- Sørle den stærkes saga (1400-tallet).

Grænsetilfælde (mellem de to typer)
- Sagaen om Yngvar den Vidtberejste (c1200)
- Sagaen om Erik den Vidtberejste (1300-tallet)

### Riddersagaer
Riddersagaerne kaldes også høviske sagaer og er prosaoversættelse af europæiske tekster, ofte franske versromaner. Det gælder f.eks. historien om Tristan og Isolde i Tristrams saga ok Ísǫndar og historien om Flores og Blanseflor i Flóres saga ok Blankiflúr. I gruppen medregnes også oversættelser af latinske, nedertyske og anglonormanniske tekster samt nordiske ballader som f.eks. dansk/svenske eufemiaviser. Fordi sagaerne er oversættelser af europæisk litteratur, har de ikke fået nær så meget fokus i sagaforskningen som f.eks. islændingesagaerne, der er specifikt islandske
Til gruppen af riddersagaer hører:
- Karlamagnús saga
- Elis saga ok Rósamundu
- Bevers saga
- Flóvents saga
- Mágus saga jarls
- Tristrams saga ok Ísǫndar
- Mǫttuls saga
- Ívens saga
- Erex saga
- Parcevals saga
- Valvers þáttr
- Strengleikar
- Flóres saga ok Blankiflúr
- Partalopa saga
- Clári saga
- Bærings saga
- Mírmanns saga
- Rémundar saga keisarsonar
- Konráðs saga keisarsonar
- Alexanders saga
- Breta sögur
- Trójumanna saga
- Gyðinga saga
- Rómverja saga
- Veraldar saga
- Barlaams ok Josaphats saga
- Þiðreks saga

### Bispesagaer
Bispesagaerne er beretninger om de første biskopper på Island. Sagaerne er skrevet 1200-1350. Nogle af biskopperne er senere helgenkåret, og deres sagaer er derfor også helgensagaer som helgenbiografien om Þorlákur Þórhallsson, der var biskop i Skálholt 1178-1193.
Følgene sagaer hører til gruppen af bispesagaer
- Absalóns þáttr erkibiskups
- Árna biskups saga
- Guðmundar biskups saga hin elzta
- Húngrvaka
- Jóns biskups saga eptir Gunnlaug múnk
- Jóns biskups saga hin elzta
- Kristni saga
- Laurentius saga
- Páls biskups saga
- Sögu-þáttur og ættartölur Jóns Biskups Arasonar á Hólum
- Sögu-þáttur um Gottskálk Kenikssonr
- Sögu-þáttur um Skálholts biskupa
- Sögu-þáttur um Ögmund biskup
- Þáttr af Ísleifi biskupi
- Þáttr af Þorvaldi viðförla
- Þorláks biskups saga hin elzta
- Þorláks biskups saga hin ýngri

### Kongesagaer
Kongesagaer er biografiske fortællinger om norske og danske konger fra perioden cirka år 850-1177. Historierne udspiller sig derfor i nogle tilfælde forholdsvist kort før sagaernes nedskrivning i 1180-1280. Kongesagaerne er nogle af de ældste sagaer, der er overleveret, og de har en mere udpræget historisk knytning end flere andre sagagrupper, selv om de ikke kan regnes for reelt troværdige historiske kilder. Kongesagaerne beskriver kongernes regeringstid og landets historie i perioden, og har altid kongen som omdrejningspunkt for historien. En af de mest kendte kongesagaer er Sagaen om Olav den Hellige, som findes i hovedværket Heimskringla, der menes at være skrevet af Snorri Sturluson (1179-1241) (https://haandskrift.ku.dk/bogtyper/litteraere_haandskrifter/). Kongesagaerne indeholder ofte digte, de såkaldte skjaldedigte, der af nogen menes at være mundtligt overleveret længe inden sagaerne blev nedskrevet
Kongesagaerne i Heimskringla:
- Ynglinge saga
- Halfdan Svartes saga
- Harald Hårfagers saga
- Håkon den Godes saga
- Harald Gråfelds og Håkon Jarls saga
- Olaf Trygvassons saga
- Olaf den Helliges saga
- Magnus den Godes saga
- Harald Hårderådes saga
- Olaf Kyrres saga
- Magnus Barfods saga
- Magnussønnernes saga
- Magnus den Blindes saga
- Kong Inges saga
- Håkon Hærdebredes saga
- Magnus Erlingssons saga

### Samtidssagaer
Samtidssagaer adskiller sig fra de øvrige sagatyper ved at være nedskrevet umiddelbart efter de begivenheder, der fortælles om. Gruppen udgøres af de sagaer, der til sammen kaldes Sturlunga saga. Sagaerne foregår på Island i 1100- og 1200-tallet. Samtidssagaerne bliver i højere grad end de øvrige sagaer betragtet som historiske
Sturlunga saga er en samskrivning af følgende sagaer:
- Arons saga
- Fortællingen om Geirmund Helskind
- Gissurs saga
- Sagaerne om Gudmund den gode som præst og Gudmund Dyre
- Fortælling om Haukdølerne
- Hrafns saga Sveinbjarnarsonar
- Islændinge saga
- Sturlunga saga
- Hvam-Sturlas saga
- Svinfellinge saga
- Tord kakales saga
- Torgils og Havlides saga
- Torgild skardes saga
- Ættartölur

## Sagaernes tilblivelse
Sagaerne er som nævnt overleveret i håndskrifter, der er kopier af håndskrifter, som siden er gået tabt. Der vides derfor meget lidt om sagaernes ophav, ligesom der sjældent kendes en forfatter. Denne uvished har foranlediget, at hypoteser om sagaernes ophav er blevet fremsat gennem forskningen de seneste århundreder: bogprosateorien og friprosateorien. Bogprosateorien er den mest fremherskende i nyere tid.

### Friprosateorien
Friprosateorien har sit navn, fordi dens hovedtese er, at sagaerne har eksisteret i mundtlig tradition, før de blev nedskrevet og oprindeligt var frie, fordi de ikke var bundet af skriften. Tidligere var det almindeligt accepteret, at sagaerne var historiske beretninger. Man mente, at sagaerne måtte være forfattet kort efter de begivenheder, de skildrer, og derefter var overleveret mundtligt, til de i 1200-tallet blev nedskrevet. Friprosateorien var fremherskende indtil 1900-tallet, hvor den kom under væsentlig kritik

### Bogprosateorien
Bogprosateorien antager at sagaerne er blevet til som prosafortællinger samtidigt med, at de blev nedskrevet i bøger. Det betyder, at det er den enkelte sagaskriver, der har frembragt værket, inspireret af historiske personer og kendte historier. Bogprosateorien kommer af, at man i 1900-tallet holdt op med at se sagaerne som historiske værker og begyndte at betragte dem som kunstneriske frembringelser. Hermed var sagaskriveren ikke kun den, der skrev en allerede eksisterende historie ned, men var også hovedansvarlig for den kunstneriske fremstilling i sagaen.

## Forskningshistorie
Sagaforskningen begyndte i 1500-tallet, hvor en historisk interesse førte skandinaviske forskere til undersøgelser af oldtidssagaerne og kongesagaerne. Interessen for sagaerne som historiske kilder var i høj grad drevet af nationalistiske strømninger, der ledte til et ønske om at vise nationens værd i kraft af dens fortid. I Dansk kontekst var oldtidssagaerne vigtige, da nogle af sagaerne udspiller sig i Danmark og har danske sagnfigurer som hovedpersoner. Flere af oldtidssagaernes historier findes desuden i Saxos Gesta Danorum som beretningen om sagnhelten Starkad. Helt frem til 1800-tallet var et af de store forskningsspørgsmål, hvorvidt sagaerne var udtryk for en fælles nordisk eller germansk kulturarv, eller om de kunne tilskrives en bestemt nation, der derved kunne bryste sig af sagaheltenes gerninger som historiske vidnesbyrd .
Sagaforskningens mest betydningsfulde skridt var indsamlingen af sagahåndskrifter fra Island og Norge, der i navnlig 1600-tallet blev hentet til Danmark og Sverige med henblik på afskrivning og bevaring. Især islændingen Árni Magnússon var en ihærdig samler, og hans håndskriftsamling, Den Arnamagnæanske Samling, blev omdrejningspunkt for forskningen
Da man i løbet af 1800-tallet begyndte at interessere sig for sagaerne som litterære frembringelser snarere end historiske, fik især islændingesagaerne fokus. Man har gradvist forladt ideen om sagaerne som troværdige historiske kilder og begyndte nu at betragte sagaerne som æstetiske produkter.

## Udgivelse
I forbindelse med den begyndende forskning i sagaerne under renæssancehumanismen, blev det aktuelt at udgive sagaerne på tryk. Den første saga, der blev trykt, var oldtidssagaen Gøtreks saga i 1664. Den hører til fornaldersagaerne. Sandsynligvis blev den skrevet på Island sidst i 1200-tallet, men er i dag kun bevaret i senere manuskripter. Sagaen indeholder en række fortællinger. Den er opkaldt efter kong Gøtrek, der mere fremtræder som fortællingernes røde tråd end som en egentlig hovedperson. Historierne om den tragiske Starkad-skikkelse og den langt lykkeligere Gave-Ref får mere plads. Fortællingerne har været populære i samtiden, da de er bevaret i mere end 30 manuskripter. Som historisk kilde betragtet er der meget lidt at hente. Miljøet er mere Island i 1200-tallet end Norge i 600-700-tallet. Sagaens udgivelse har sammenhæng med den islandske student Jonas Rugmans (1636–79) ophold i Uppsala i 1660'erne, medbringende en række islandske manuskripter. Sammen med den svenske historiker Olof Verelius redigerede Rugman den første udgave af Gøtreks saga, der blev udgivet i Uppsala i 1664.
Et vigtigt bidrag til den tidligste udgivelse af norrøne tekster er oversættelsen af Heimskringla foretaget af Peder Claussøn Friis, og trykt i 1633 med hjælp fra Ole Worm.
I 1700-tallet blev de første oversættelser af islændingesagaer udgivet. Det bidrog betydeligt til deres popularitet uden for Island. Oprettelsen af Den Arnamagnæanske Kommission i 1772, hvis formål blandt andet var at udgive sagaerne, var også betydningsfuld for udbredelsen af kendskab til sagateksterne. I 1800-tallet er især udgivelsen af oldtidssagaer fremtrædende. Her definerer den danske filolog C.C. Rafns pionerudgivelse Fornaldarsögur norðurlanda (1829-30) genren oldtidssagaer, der længe kaldtes fornaldersagaer netop på grund af hans udgivelse.
Udgivelsen af oversatte sagaer og tekstkritiske udgaver af sagaer sker fortsat, og udgør en vigtig del af forskningen i og tilgængeliggørelsen af sagalitteraturen både i Norden og i udlandet.

## Sagaer som skønlitterær og æstetisk inspiration
Sagaerne og det øvrige norrøne materiale som for eksempel eddadigtene var ikke alene populært som historisk materiale, men blev siden også anvendt i skønlitteraturen. Blandt andre forfatterne Adam Oehlenschläger og N. F. S. Grundtvig brugte teksterne som inspiration til deres egne værker.
I nyere tid ses adskillige eksempler på sagamateriale som del af kunstneriske produkter, for eksempel tv-serien Vikings.